# 顧鼇

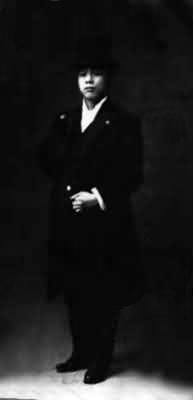

顧鼇（1879年—1956年）字巨六，四川广安州人，清朝及中华民国政治家、律师。

## 生平
顾鼇是清朝光绪癸卯科举人，日本法政大学速成班毕业。内阁中书，历保截取，后以道员用，俟得四品后赏给二品顶戴。历任京师巡警厅六品警官、五品警官，司法处佥事，京师地方审判厅民科第二庭庭长，大理院行走，民政部参议厅帮办、统计处提调，宪政编查馆正科员，内阁法制院办事员。历充京师译学馆教习、法政研究所讲员、资政院政府特派员。1911年12月，顧鼇往上海，被革命军拘捕。
中华民国成立后，他历任内务部参事，筹备国会事务局委员，历充北京临时参议院暨民元国会参众两院政府特派员，政治会议秘书长、约法会议秘书长。此后他署法制局局长，兼任筹备立法院事务局及办理国民会议事务局局长，授上大夫加少卿衔，二等嘉禾章。
1915年12月，大典筹备处成立，他任法典科主任。
1916年6月，袁世凯病死，帝制派人人自危，各尋出路，7月初，顾鼇即悄悄潛逃，14日，大总统黎元洪下令懲办帝制禍首，顧鼇列名其中，该命令称：
自变更国体之议起，全国扰攘，几陷沦亡。始祸诸人，实尸其咎。杨度、孙毓筠、顾鼇、梁士诒、夏寿田、朱启钤、周自齐、薛大可，均着拿交法庭，详确讯鞫，严行惩办，为后世戒。其余一概宽免。此令。
后來有誤傳顧鰲離京時在車站被捕的消息。
1916年9月，張勳在徐州策划復辟活動，仍被北京政府明令通緝的顧鼇、薛大可被張勳聘任爲機要秘書。1918年3月，他获得北京政府特赦。
北伐之後，他和楊度等人投杜月笙門下。他还曾在上海陶爾菲斯路寓所开业任律師，后又做古董掮客。

### 引用
1. ↑  生年1879年据赵前《 一卷敦煌飞天经卷——唐武德写本〈胜思惟梵天所问经论〉漫谈》。《约法会议纪录》作其年三十八岁。按1915年38岁，则生于约1877年。
2. 1 2 3  《约法会议纪录》第104页
3. 1 2  . 神州日報 (上海). 1914-07-13. 顧以孝廉赴日本學夜班六個月速成警察……政治會議成，顧得秘書長，卽漸登堂奧，繼調任約法會議秘書長
4. ↑  . 申報 (上海). 1911-12-27.
5. ↑  陈长河, 袁记“大典筹备处”成立于何时
6. ↑  . 時報 (上海). 1916-07-09. 自項城歿後，顧已决作逃之夭夭之計，暗將住宅後墻打通，將眷屬及重要物件搬運一空，僅留一二僕人守門而已。昨日（初四日下午八時）川省同鄉知顧已潛逃，憤無可洩，乃約川人二百名，蜂擁顧宅，必欲將該房撤平以洩恨
7. ↑   (PDF). 政府公报. 1916-07-15, (190號)  [2022-10-20]. （原始内容存档 (PDF)于2023-04-08）.
8. ↑  . 時事新報 (上海). 1916-07-21. 奉令懲辦之顧巨六，外間紛傳已爲王天縱所捕，各報卽據以登載，不意此說乃由稽查處稽查之誤傳而起……事爲國務院所知，卽向王詰問，王大爲難……
9. ↑  《民族英烈传（二）》，第61页
10. ↑   (PDF). 政府公报. 1918-03-16, (770號)  [2022-10-20]. （原始内容存档 (PDF)于2022-10-19）. 大總統令：……所有民國五年七月十四日及六年七月十七日通緝楊度、康有爲等之案，均准免予緝究，以示寬大。此令。中華民國七年三月十五日
11. ↑  《近代上海黑社会研究》，第171页
12. ↑  赵前, 一卷敦煌飞天经卷——唐武德写本《胜思惟梵天所问经论》漫谈